# 上坂永安桥
上坂永安桥，是位于中国福建省宁德市周宁县咸村镇上坂村的一个清代古建筑，2016年入选周宁县第四批文物保护单位。
上坂永安桥建于清朝光绪年间，是一座石板平梁桥，东北—西南走向，全长53.2米，设11孔，每孔净跨4—5米，宽1.35米，高3米。石台为条块石干砌，石柱埋设在人工基础上，每墩用2根长宽30厘米的石柱，上有60厘米×60厘米×150厘米帽石，帽石两侧凿槽以搁置石梁，为保护石柱墩免受漂流物冲击，在石墩上游2米处设护柱一根，俗称“石将军”。局部曾遭水毁，其中有三孔于1985年改用钢筋混凝土梁。永安桥历史上曾屡建屡毁，每有重建重修均有碑刻铭记，但多已遗失或作他用，现仅在下坂村林氏宗祠内留有一通。